# Tatry
Die (Tourismus-)Region Tatry (slowakisch Tatranský región (cestovného ruchu)) ist eine Tourismusregion in der nördlichen Ostslowakei.
Sie umfasst das Gebiet der Bezirke Poprad, Kežmarok und Stará Ľubovňa um das Tatra-Gebirge herum. Auch die Region Zamagurie wird zur Tourismusregion gezählt.